# ماغنو (لاعب كرة قدم)
ماغنو هو لاعب كرة قدم برازيلي في مركز الهجوم، ولد في 30 أكتوبر 1993 في بليم في البرازيل. لعب مع نادي ريمو.